# Fons Rademakers
Fons Rademakers   (Roosendaal, 5 de setembre de 1920 - Ginebra, 22 de febrer de 2007) fou un director de cinema neerlandès, que també va actuar.

## Biografia
Rademakers va néixer el 5 de setembre de 1920 a Roosendaal, una petita ciutat provincial al Brabant del Nord a la qual el seu pare era cap dels serveis administratius de l'ajuntament. Va començar com a director de teatre i actor. El 1955 va obtenir una beca que li va permetre formar-se amb Vittorio de Sica a Roma i Jean Renoir a París. Va ser un dels pioners de la jove indústria cinematogràfica dels Països Baixos. El 1955, el seu primer llargmetratge, Dorp aan de rivier (Poble al riu) va ser candidat per a un Oscar. Va especialitzar-se a adaptar clàssics de la literatura neerlandese al teló. El 1987 finalment va guanyar l'Oscar del millor film estranger amb L'assalt. El 1998 va ser el segon director de cinema per a rebre el premi Bert Haanstra per a la totalitat de la seva obra. En l'elogi, el ministre de cultura neerlandès va comparar-lo amb Ingmar Bergman i Federico Fellini, que com Rademakers, van elevar la cultura cinematogràfica del seu país a un nivell reconegut per tots.
Va casar-se amb la també directriu de cinema Lili Veenman, amb qui va tenir dos fills Fons i Alfred.

## Filmografia
- Secret File, U.S.A. (1954)
- Dorp aan de rivier (El poble al riu) (1958) adaptació cinematogràfica de la novel·la d'Antoon Coolen
- Makkers staakt uw wild geraas (1960)
- Het mes (El ganivet) (1961), adaptació cinematogràfica d'un conte d'Hugo Claus
- Als twee druppels water (1963), adaptació cinematogràfica de De donkere kamer van Damokles de Willem Frederik Hermans)
- De dans van de reiger (1966)
- Mira (1971), adaptació cinematogràfica de la novel·la De teloorgang van de waterhoek de Stijn Streuvels)
- Niet voor de poezen (1973)
- Max Havelaar (1976; adaptació cinematogràfica de la novel·la de Multatuli)
- Mijn vriend (1979)
- De aanslag (L'assalt) (1986), adaptació cinematogràfica de la novel·la de Harry Mulisch
- The Rose Garden (1989)

## Treballs per televisió
- De man, de vrouw en de moord (L'home, la dona i l'assassinat) (1963)

## Actuacions destacades
- De vijanden (1968) d'Hugo Claus: Willy l'alemany
- Vrijdag (1981) d'Hugo Claus: amo d'en Jules
- Una noia anomenada Katy Tippel (Keetje Tippel) (1975) de Paul Verhoeven: client d'una prostituta
- Mysteries (1978) de Paul de Lussanet: cap de polícia
- Mira (1971): notari

## Premis i nominacions

### Premis
- 1961: Os de Plata a la millor direcció per Makkers, staakt uw wild geraas
- 1986: Oscar a la millor pel·lícula de parla no anglesa per L'assalt
- 1986: Globus d'Or a la millor pel·lícula de parla no anglesa per L'assalt

### Nominacions
- 1961: Os d'Or per Makkers, staakt uw wild geraas